# Evika Siliņa
Evika Siliņa (født 3. august 1975) er en lettisk politiker, der har været Letlands ministerpræsident siden september 2023. Hun er den anden kvinde på posten. Siliņa var tidligere velfærdsminister i Krišjānis Kariņš' anden regering.

## Uddannelse og erhverv
Siliņa studerede jura på Letlands Universitet fra 1993 til 1997, hvor hun fik en bachelorgrad i jura. Hun fik efterfølgende en kandidatgrad i samfundsvidenskab, international ret og europæisk ret fra Riga Graduate School of Law i 2001.
Fra 2003 til 2012 arbejdede Siliņa som praktiserende advokat med speciale i international og national erhvervsret. I denne periode arbejdede hun også med de juridiske tjenester inden for offentlige elektroniske kommunikationskoncerner (telekommunikation, internet) samt etablering og rådgivning af ikke-statslige organisationer.

## Politisk karriere
Ved det lettiske parlamentsvalg i 2011 stillede Siliņa op for Zatlers' reformparti i Riga, men blev ikke valgt. Fra 2011 til 2012 var hun juridisk rådgiver for det lettiske indenrigsministerium.
Siliņa var parlamentarisk sekretær i indenrigsministeriet fra januar 2013 til 23. januar 2019.
Efter godkendelsen af ministerpræsident Krišjānis Kariņš' regering 23. januar 2019 blev hun ministerpræsidentens parlamentariske sekretær.
Siliņa stillede op som kandidat ved det lettiske parlamentsvalg i 2022 for partiet Ny Enhed og blev valgt til Saeima.
6. december 2022 blev Siliņa annonceret som velfærdsminister i Krišjānis Kariņš' anden regering, som tiltrådte 14. december.

### Letlands ministerpræsident
Den 16. august 2023, efter Krišjānis Kariņšs tilbagetræden, nominerede Ny Enhed (JV) Siliņa som kandidat til posten som ny ministerpræsident. Hun blev den 24. august bedt af præsident Edgars Rinkēvičs om at danne en regering.
Den 29. august afviste Den Forenede Liste at være en del af en fire-parti koalitionsregering. 1. september tilkendegav Siliņa, at hun havde til hensigt at skabe et flertal i parlamentet med Forbundet af Grønne og Landmænd (ZZS) og Progresive (P). Tolv dage senere afslørede hun sammensætningen af den nye regering, hvor JV havde syv ministerier, ZZS fire og P tre. Tidligere ministerpræsident Arturs Krišjānis Kariņš blev udenrigsminister.
Regeringskoalitionen ledet af Siliņa blev godkendt af Saeima 15. september 2023 med 53 stemmer.

## Privatliv
Siliņa er gift med tre børn. Hendes modersmål er lettisk, og hun taler flydende engelsk og russisk.